# چطور با دخترها در مهمانی‌ها گپ بزنیم
چطور با دخترها در مهمانی‌ها گپ بزنیم (به انگلیسی: How to Talk to Girls at Parties) فیلم کمدی رمانتیک علمی–تخیلی به کارگردانی جان کامرون میچل است که در سال ۲۰۱۷ منتشر شد. فیلم بر اساس داستان کوتاهی به همین نام نوشته نیل گیمن ساخته شده است. این فیلم برای نمایش در بخش خارج از مسابقه هفتادمین جشنواره فیلم کن انتخاب شد.

## خلاصه داستان
اواخر دهه ۷۰ میلادی در لندن، دو پسر نوجوان به یک مهمانی می‌روند و متوجه می‌شوند که دخترها با تصورات پسرها از آن‌ها تفاوت زیادی دارند.

## بازیگران
- ال فانینگ
- الکس شارپ
- نیکول کیدمن
- روث ویلسون
- مت لوکاس